# ハイソサエティ (男性誌)
『ハイソサエティ』 (High Society) は、アメリカ合衆国のポルノ雑誌。アダルトモデルのハードコアグラビアページに加え、特集記事や時には有名人のグラビアが掲載されている。

## 歴史
ハイソサエティは1976年5月に創刊された。
最初の「編集者」の1人にポルノ映画のスター女優、グロリア・レナードがいた。彼女は知名度と女性視点からの独自性を期待され、1976年に看板編集者として雑誌に参加した。後にレナードの編集長時代に、976（日本のダイヤルQ2に相当する）の有料電話情報サービスが雑誌の広告で最初に用いられた。やがてそれは最も初期の「テレフォンセックス」に発展した。
一般的には、オーナーのカール・ルーダーマンがテレフォンセックス創始者として認識されているが、ハイソサエティ誌の元編集者、ジェフ・グッドマンは自分が976有料電話情報サービスを背景とした真の創始者であると主張している。おそらく初期のテレフォンセックスの利益の取り分を要求したため、グッドマンはルーダーマンにより解雇された。
1981年11月にはスピンオフ雑誌、「ハイソサエティ・ライブ！」が創刊され、「実在する人々の本当の逸話と本物の写真」を呼び物とした。この雑誌は素人写真を掲載する「Rich Bitch of the month（直訳：今月のとんでもない売女）」というコーナーを持っている。また女性のマスターベーション、レズビアン、男女の性行為、乱交の写真特集に加え、時に有名人の写真が掲載される。
ハイソサエティはペイ・パー・ビューのチャンネルを所有している。